# Ecliptopera subnubila
Ecliptopera subnubila är en fjärilsart som beskrevs av Louis Beethoven Prout 1940. Ecliptopera subnubila ingår i släktet Ecliptopera och familjen mätare. Inga underarter finns listade i Catalogue of Life.